# Miles M.52

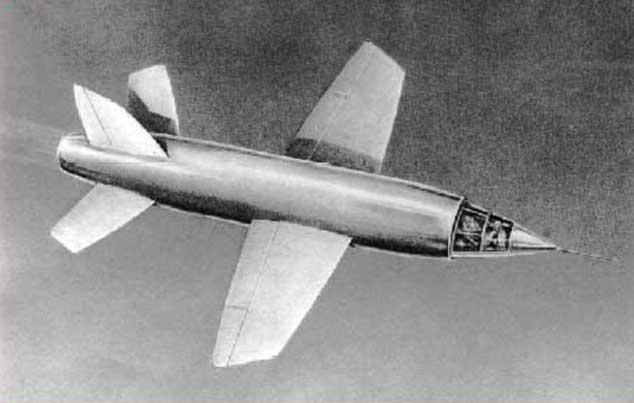
Miles M.52

Die Miles M.52 war ein projektiertes britisches Überschall-Forschungsflugzeug, das zwischen 1942 und 1945 unter größter Geheimhaltung entwickelt wurde. Das britische Luftfahrtministerium (Air Ministry) strich das Projekt aus Gründen, die heute noch umstritten sind, und sandte die bis dahin erworbenen Ergebnisse an die amerikanische Bell Aircraft Corporation. Zwei Jahre später machte die Bell X-1 den weltweit ersten bemannten Überschallflug.

## Spezifikation
Die britische Firma Miles Aircraft Ltd hatte große Erfahrung bei der Entwicklung von Flugzeugen, blieb dennoch relativ unbekannt. 1942 wandte sich das britische Luftfahrtministerium mit einem streng geheimen Vertrag zur Spezifikation E.24/43 an Miles, um ein Forschungsflugzeug mit Strahltriebwerk zu bauen, das in der Lage sein sollte, Überschallgeschwindigkeit zu erreichen. Das Flugzeug sollte im Horizontalflug über 1600 km/h erreichen, mehr als das Doppelte des damaligen Geschwindigkeitsrekords, und in nur 1,5 Minuten eine Flughöhe von 11.000 Metern.

## Technische Eigenschaften
In die M.52 sollte eine Vielzahl technischer Neuerungen einfließen. Viele davon deuten auf eine detaillierte Kenntnis über die Aerodynamik im Überschallbereich hin, welche aufgrund des Krieges erst Jahre später öffentlich bekannt wurden. Insbesondere waren sehr dünne Tragflächen mit einem geringen Luftwiderstand vorgesehen, und die Tragflächenenden waren verkürzt, um den Auswirkungen der konischen Schockwelle, die vom Bug des Flugzeuges ausging, zu entgehen. Ein weiteres Schlüsselelement war ein im Ganzen bewegliches Leitwerk (Pendelruder), das für eine effektive Steuerung im Überschallbereich notwendig war und sich von der traditionellen Leitwerksauslegung mit an Flossen aufgehängten Ruderflächen unterschied. Da man nur wenig Informationen über die Erwärmung von Flugobjekten im Überschallbereich hatte, war anstelle von Duraluminium der Einsatz von Edelstahl vorgesehen.
Als Antrieb sollte Frank Whittles neueste Triebwerksentwicklung, das Power Jets W.2/700, verwendet werden. Das war jedoch alleine nicht in der Lage, genug Schub für einen Überschallflug zu entwickeln. Daher sollte zusätzlich ein Nachbrenner verwendet werden, damals von den Briten als reheat jetpipe bezeichnet. Um mehr Luft zum Nachbrenner zu transportieren, als durch das relativ kleine Triebwerk hätte fließen können, wurde ein zusätzliches Gebläse vor dem Triebwerk installiert, welches durch Leitungen um das Triebwerk herum zusätzliche Luft zuführte. Ein weiteres wichtiges Element war schließlich ein Konus am Lufteinlauf, um die einströmende Luft auf die vom Triebwerk benötigte Unterschallgeschwindigkeit abzubremsen. Dieser Konus wurde auch bei vielen Nachkriegs-Jets, wie z. B. der English Electric Lightning und der MiG-21 angewendet.
Der Pilot sollte in einem kleinen Cockpit innerhalb dieses Konus sitzen, der im Notfall als Rettungskapsel komplett vom Flugzeug abgesprengt werden konnte. Er sollte darin eine Weile warten, bis der Konus ausreichend abgebremst wurde, um anschließend mit einem Fallschirm auszusteigen. Es gab jedoch ernste Bedenken bezüglich des Ausstiegs aus dieser Kapsel, da diese sich bei Überschallgeschwindigkeit nicht selbst stabilisieren konnte, was zum Taumeln oder gar Auseinanderbrechen der Kapsel hätte führen können.

## Prototypen
1944 waren die Konstruktionsarbeiten zu etwa 90 % abgeschlossen, und Miles sollte mit dem Bau von drei Prototypen beginnen. Noch im gleichen Jahr unterzeichnete das Air Ministry mit den USA eine Vereinbarung zum Austausch von Informationen und Daten über den Überschallflug. Die Bell Aircraft Company erhielt sämtliche Zeichnungen und Forschungsergebnisse, aber die USA brachen die Vereinbarung und übergaben ihrerseits keinerlei Daten. Ohne Wissen von Miles hatte Bell bereits mit der Konstruktion eines raketenbetriebenen Überschallflugzeugs begonnen, aber dort hatte man noch mit dem Problem der Steuerung zu kämpfen. Ein Leitwerk mit veränderbarem Anstellwinkel schien die vielversprechendste Lösung zu sein, und die Daten von Miles schienen diese Annahme zu bestätigen. Chuck Yeager konnte diese Annahme später experimentell bestätigen, woraufhin alle anschließend gebauten Überschallflugzeuge ein Pendelruder oder Deltaflügel hatten.

## Projektabbruch
Am Ende des Zweiten Weltkriegs war der erste der drei Prototypen der M.52 zu etwas über 50 % fertiggestellt. Die Flugversuche sollten nur wenige Monate später beginnen. Die Labour-Regierung beschloss jedoch 1946 eine dramatische Haushaltskürzung, und der Leiter der wissenschaftlichen Forschung, Sir Ben Lockspeiser, strich das Projekt. Die Entscheidung wurde damit begründet, dass viele der erbeuteten deutschen Hochgeschwindigkeitsflugzeuge gepfeilte Tragflächen hatten und die Regierung glaubte, dass der Versuch mit einem Flugzeug mit ungepfeilten trapezförmigen Tragflächen die Schallmauer zu durchbrechen, Selbstmord wäre.

## Weitere Entwicklungen
Die britische Regierung startete stattdessen ein neues Programm mit unbemannten Raketen. Die Konstruktion wurde Barnes Wallis von Vickers-Armstrong überlassen, während das Triebwerk von der RAE übernommen wurde. Das Ergebnis war im Grunde ein im Maßstab 1:3 verkleinertes Modell der M.52.
Der erste Start erfolgte am 8. Oktober 1947, aber die Rakete explodierte bereits kurz nach dem Start. Wenige Tage später durchbrach die X-1 in den USA die Schallmauer. Daraufhin wurde die Forschungspolitik der Labour-Regierung heftig kritisiert, und der Daily Express forderte die Wiederaufnahme des M.52-Programms, jedoch ohne Erfolg. Im Oktober 1948 startete eine zweite Rakete und erreichte eine Geschwindigkeit von Mach 1,5 (1800 km/h). Aber die Rakete reagierte nicht auf die Funkbefehle, mit denen sie zum Abschluss des Tests kontrolliert ins Meer gesteuert werden sollte. Auf dem Radarschirm konnte nur noch beobachtet werden, wie sie in Richtung Atlantik flog. Daraufhin wurden alle weiteren Arbeiten eingestellt.

## Museumsmodell
Im Museum of Berkshire Aviation in Woodley, Berkshire westlich von London ist das Windkanalmodell der Miles M.52 ausgestellt. Das Museum beschäftigt sich mit historischen Miles- und Fairey-Entwicklungen.

## Technische Daten

Dreiseitenriss

| Kenngröße             | Daten                                    |
| --------------------- | ---------------------------------------- |
| Besatzung             | 1                                        |
| Länge                 | 8,5 m                                    |
| Spannweite            | 8,2 m                                    |
| Leermasse             | 3.500 kg                                 |
| Höchstgeschwindigkeit | 1.600 km/h                               |
| Triebwerke            | 1 × Power Jets W.2/700 (mit Nachbrenner) |